# Пасуш Коэлью, Педру
Пе́дру Мануэ́л Маме́де Па́суш Коэ́лью (порт. Pedro Manuel Mamede Passos Coelho; [ˈpeðɾu mɐnuˈɛɫ ˈpasuʃ kuˈɐʎu]; род. 24 июля 1964, Коимбра) — португальский политик, премьер-министр с 21 июня 2011 года по 26 ноября 2015 года, председатель Социал-демократической партии с 2010 по 2018 год.

## Биография
Родился в Коимбре, а детство (до 1974 года) провёл в Анголе, где его отец работал врачом. В раннем возрасте начал участвовать в деятельности молодёжного крыла СДП. С 1991 года депутат Ассамблеи Республики (парламент Португалии). В 2001 году получил степень по экономике Университета Лузиада. В начале 2000-х гг. занимался бизнесом в компаниях Tecnoformas, LDN, URBE, Fomentinvest Group, HLCTejo. 31 мая 2008 года участвовал в выборах нового лидера партии и занял второе место, получив 31,1 % голосов против 37,9 % у Мануэла Феррейры Лейте. На новых внутрипартийных выборах 26 марта 2010 года уверенно победил, набрав 61,2 % голосов. После того, как Коэлью возглавил оппозицию, он поддержал меры социалистического правительства по значительному сокращению дефицита государственного бюджета Португалии в связи с тяжёлым макроэкономическим положением страны. После отставки правительства Жозе Сократеша в марте 2011 года СДП рассматривается как фаворит досрочных парламентских выборов, а Коэлью — как вероятный премьер-министр. После того, как его партия победила на выборах, 6 июня Коэлью начал переговоры о формировании нового правительства.
На выборах 2015 года правящая коалиция набрала наибольшее количество голосов, но сформировать устойчивое правительство не удалось. В ноябре 2015 Педру Пасуш Коэлью подал в отставку с поста премьер-министра. Его преемником стал социалист Антониу Кошта. В феврале 2018 года Пасуш Коэлью уступил пост председателя СДП представителю левого крыла партии Рую Риу.
Вдовец, имеет трёх дочерей.

## Награды
Награды иностранных государств
| Страна  | Дата вручения    | Награда                                                            | Награда                                                            | Литеры |
| ------- | ---------------- | ------------------------------------------------------------------ | ------------------------------------------------------------------ | ------ |
| Польша  | 6 августа 2012—  | Кавалер Большого креста ордена Заслуг перед Республикой Польша     | Кавалер Большого креста ордена Заслуг перед Республикой Польша     |        |
| Перу    | 6 августа 2012—  | Кавалер Большого креста с бриллиантами ордена Солнца               | Кавалер Большого креста с бриллиантами ордена Солнца               |        |
| Мексика | 28 октября 2014— | Кавалер Большого креста специального класса ордена Ацтекского орла | Кавалер Большого креста специального класса ордена Ацтекского орла |        |